# El gran calavera
El gran calavera is een Mexicaanse filmkomedie uit 1949 onder regie van Luis Buñuel.

## Verhaal
De zuinige familie van een rijke man ergert zich aan zijn lichtvaardige levensstijl. Ze willen zijn gedrag veranderen door hem te laten geloven dat zijn hele fortuin is verdwenen. Hij leeft een tijdlang in armoede, totdat hij erachter komt dat zijn verwanten hem in het ootje hebben genomen. Hij besluit hen op zijn beurt een lesje te leren.

## Rolverdeling
| Acteur             | Personage           |
| ------------------ | ------------------- |
| Fernando Soler     | Ramíro de la Mata   |
| Rosario Granados   | Virginia de la Mata |
| Andrés Soler       | Ladislao de la Mata |
| Rubén Rojo         | Pablo               |
| Gustavo Rojo       | Eduardo de la Mata  |
| Francisco Jambrina | Gregorio de la Mata |
| Luis Alcoriza      | Alfredo             |